# Глазовский сельский совет (Шосткинский район)
Глазовский сельский совет (укр. Глазівська сільська рада) — входит в состав
Шосткинского района
Сумской области
Украины.
Административный центр сельского совета находится в 
с. Глазово
.

## Населённые пункты совета
- с. Глазово